# Visserijwet
De Visserijwet (tot 1908 Jacht- en visserijwet) is een Nederlandse wet die in de zaken rondom de visserij regelt. De huidige wet dateert van 30 mei 1963. De bepalingen in deze wet hebben betrekking op alle vormen van visserij, van de Noordzeevisserij tot en met de sportvisserij. Doelstellingen van deze wet zijn onder andere het bevorderen van de doelmatigheid van de beroepsvisserij en het voorkomen van overbevissing. Vastgelegd zijn onder andere de eisen waaraan visgerei en vissersschepen moeten voldoen, de vergunningen waarover men dient te beschikken om te mogen vissen en de regels voor het pachten van viswater.

## Geschiedenis
De eerste visserijwetten waarvan het bestaan is aangetoond dateren uit de vijftiende eeuw. In de loop der tijd zijn deze veranderd en uitgebreid. Tot 1908 was er sprake van een Jacht- en Visserijwet, waarin de bepalingen voor zowel de jacht als de visserij werden behandeld. Tot de Franse tijd werden ook de heerlijke rechten in de wetgeving vastgelegd. Vanaf 1857 werd onderscheid gemaakt tussen zeevisserij en overige visserij.

### Visserijwet van 1752
In deze wet werd onder andere bepaald dat het haring kaken slechts werd toegestaan aan vissers uit vijf steden: Rotterdam, Schiedam, Brielle, Delft en Enkhuizen. De vissers van de Zijde (de kustplaatsen gelegen tussen het Marsdiep en de Maas) mochten de haring niet kaken, maar slechts licht gezouten in tonnen inmaken (zgn. steurharing). Dit monopolie had het College van de Groote Visscherij bedongen. Bij de oprichting van de Bataafse Republiek verviel deze wet om te worden vervangen door Franse wetgeving. De heerlijke rechten vervielen hierdoor. In de Franse tijd lag de haringvangst door oorlogen op zee nagenoeg stil.
In 1814, onder het Soeverein Vorstendom der Verenigde Nederlanden, werd een nieuwe wet uitgevaardigd, waarin veel van de beperkende maatregelen uit de wet van 1752 waren opgenomen. Een deel van de heerlijke rechten kwam terug.

### Visserijwet van 1857
Op 13 juni 1857 werd een nieuwe wet van kracht, die grote veranderingen met zich meebracht. De voorheen landelijke regelingen werden onder invloed van de decentralisatiegedachte naar provinciaal niveau overgeheveld en allerlei subsidieregelingen werden afgeschaft. De veranderingen die in 1857 werden ingevoerd hebben grote gevolgen gehad voor met name de haringvisserij in Nederland. Door het toestaan van andere materialen zoals katoen voor de netten in plaats van de traditionele netten uit hennep, en de opheffing van beschermende maatregelen voor bepaalde vissersplaatsen werd het voor de vissers mogelijk om veel efficiënter dan voorheen te vissen. Het haring kaken aan boord werd ook voor de vissers van de kust toegestaan, wat vooral de visserij in Scheveningen ten goede kwam. Onder invloed van deze wetswijzigingen verdwenen de bomschuit en de hoeker om plaats te maken voor de logger. Door het vervallen van protectionistische maatregelen werd import van vis mogelijk, waardoor de prijs daalde.
De wet werd diverse malen op punten aangepast. In 1883 werd de bepaling opgenomen dat vissersschepen de lettercode van de thuishaven voor op het schip moesten voeren.

### Visserijwet van 1908
Dit was de eerste wet waarin de wetgeving omtrent de visserij was afgesplitst van die van de jacht. In deze wet van 6 oktober 1908, die in 1909 van kracht werd, werd voor het eerst een definitie van kustvisserij gegeven: alle visserij ongeveer vanaf de grens tussen zoet- en zoutwater tot de grens van de territoriale wateren. Deze definitie hield stand tot 1931.

### Visserijwet van 1931
De Visserijwet van 5 oktober 1931 verving die van 1908. In 1954 werd de wet aangepast, onder andere omdat de voorheen zoute Zuiderzee door de aanleg van de Afsluitdijk was veranderd in het zoete IJsselmeer, en delen van de wetgeving hierdoor verouderd waren.

### Visserijwet van 1963
De Visserijwet van 1963 verving de Visserijwet van 1931, de Haringwet van 1927, de Wet bijdragen verbetering binnenvisserij 1952, de Wet op de maaswijdte van zeevisnetten 1954 en nog enkele andere wetten. De definitie van de verschillende soorten visserij werd opnieuw vastgesteld, waarbij de kustvisserij werd gedefinieerd als het vissen in de bij algemene maatregel van bestuur als kustwater aangewezen wateren.
Bepaalde artikelen zijn naderhand uit deze wet gehaald om in aangepaste vorm te worden ondergebracht in de Natuurbeschermingswet en de Flora- en faunawet. Verder is deze wet anno 2016 nog steeds van kracht.